# Marek Kwitek
Marek Kwitek (ur. 28 kwietnia 1961 w Annopolu) – polski polityk, nauczyciel i samorządowiec, poseł na Sejm VI, VII, VIII i IX kadencji.

## Życiorys
Ukończył w 1984 historię na Wydziale Humanistycznym Wyższej Szkoły Pedagogicznej w Kielcach. W latach 1986–2005 pracował jako nauczyciel w Szkole Podstawowej nr 1 i w Liceum Ogólnokształcącym Collegium Gostomianum w Sandomierzu. Był również dyrektorem oddziału zamiejscowego kuratorium oświaty w tym mieście. Ukończył studia podyplomowe: w 2000 z zakresu organizacji i zarządzania w oświacie na Politechnice Radomskiej oraz w 2001 z historii i wiedzy o społeczeństwie w Wyższej Szkole Humanistyczno-Przyrodniczej w Sandomierzu.
Przez dwie kadencje zasiadał w sandomierskiej radzie miejskiej, wchodził w skład zarządu miasta. Od 2005 do 2006 był wicestarostą powiatu sandomierskiego, następnie przez rok pełnił funkcję radnego sejmiku świętokrzyskiego i członka zarządu województwa.
Był wiceprzewodniczącym regionu świętokrzyskiego Ruchu Społecznego AWS oraz przewodniczącym Akcji Wyborczej Solidarność w Sandomierzu i powiecie sandomierskim. Został członkiem NSZZ „Solidarność”, Stowarzyszenia Rodzin Katolickich oraz Prawa i Sprawiedliwości.
Bez powodzenia kandydował do Sejmu w wyborach w 2001 z listy AWSP i w 2005 z listy PiS.
W wyborach parlamentarnych w 2007 został wybrany na posła na Sejm VI kadencji z listy Prawa i Sprawiedliwości, otrzymując w okręgu kieleckim 2653 głosy. W wyborach w 2011 nie został ponownie wybrany, otrzymując 3726 głosów. W 2014 objął jednak mandat w miejsce wybranego na senatora posła Jarosława Rusieckiego i po rezygnacji pierwszego w kolejce po nim kandydata Grzegorza Forkasiewicza, wójta Rytwian.
W 2015 z powodzeniem ubiegał się o poselską reelekcję (dostał 5636 głosów). W 2019 został wybrany na kolejną kadencję Sejmu, otrzymując 5453 głosy. W 2023 bezskutecznie kandydował na posła X kadencji. W 2024 uzyskał mandat radnego powiatu sandomierskiego.